# Bratříčku, zavírej vrátka
Bratříčku, zavírej vrátka è il primo album in studio del cantante cecoslovacco Karel Kryl, pubblicato nel 1969.

## Tracce
1. Bratříčku, zavírej vrátka – 2:15
2. Král a klaun – 4:15
3. Salome – 2:50
4. Veličenstvo kat – 4:50
5. Důchodce – 1:45
6. Anděl – 3:05
7. Morituri te salutant – 3:15
8. Pieta – 3:25
9. Podivná ruleta – 4:40
10. Znamení doby – 2:40
11. Píseň Neznámého vojína – 2:45
12. Nevidomá dívka – 4:30
13. Jeřabiny – 1:45
14. Pasážová revolta – 2:45